# パンリー原子力発電所
パンリー原子力発電所（パンリーげんしりょくはつでんしょ、フランス語：Centrale nucléaire de Penly）は、フランス共和国セーヌ＝マリティーム県パンリー（fr:Penly）とサン＝マルタン＝アン＝カンパーニュ（fr:Saint-Martin-en-Campagne）の間に所在する原子力発電所。施設は英仏海峡南岸の険しい崖を掘削整地した麓にあり、ディエップから東北へ10km、アブヴィルから西南へ50kmに位置している。

## 概要
パンリー原子力発電所はパンリーの近傍に築かれ230ヘクタールの面積を有し、冷却水を英仏海峡から取水している。発電所は掘削された位置にあるため、周辺外部から核施設はほとんど確認できないようになっている。発電所はヴァルーズ（fr:Valleuse）を掘削整地して築かれており、方言でエストラと呼称される浜とチューロニアン期に形成された白亜の崖に建設された。フランス電力公社によれば地質学的特徴のため選定したとしている。所内には産業利用と高速移動を目的として台上にある入口から核施設区域まで通じるスカイレール社（fr:Poma）製のケーブルカーが敷設されている。高度差100m、距離287mで、55人乗り、風速制限を超えない限り完全自動で24時間運転している。
発電所には2基130万kW級の加圧水型原子炉が1990年と1992年にそれぞれ運転開始している。パンリー原子力発電所にはフランス電力の従業員約670人と下請け170人が働いている。
2004年6月9日、低濃度放射性物質が原子炉の二次系統にある予備タンクから海面に流出する事故が起きる。2011年4月日、下請け作業員の顔面が汚染する事故が起きる。2012年4月5日、10台の消防車が原子炉建屋内のボヤに出動する。事業者は油パイプから漏れ出した少量の油がボヤの原因で鎮圧は完了したとし、原子炉は煙の感知により自動停止している。この火災鎮圧後、原子炉建屋内に放射性物質を含んだ汚染水が漏洩した。この事故は国際原子力事象評価尺度レベル1に分類された。
2009年1月29日、エリゼ宮殿はパンリーにスランスでは2例目となる次世代型である欧州加圧水型原子炉（EPR）の建造を認める。主契約者はフランス電力公社で、他にGDFスエズ（現：エンジー）社なども参加する。2011年5月26日には反核団体はルーアン行政裁判所に不服申立てを提出する。
2011年5月にクリストフ・ド・マルジェリー（Christophe de Margerie）最高経営責任者は福島第一原子力発電所事故を受けてパンリー3号機について、事故結果の反映がなされるまで建造の一時凍結を発表する。フランス総労働同盟ディエップ支部のステファン・ボーフィス（Stéphane Beaufils）支部長は、福島での事故情報が反映されるまで6ヶ月の時間が必要であると述べる。2011年10月に開始されなければいけなかったERP原子炉プロジェクトの民意調査（Enquête publique）は2012年に延期される。

### 原子炉の特性
各原子炉の特性は以下のとおり。
| 原子炉名 | 格納容器形式 （原子炉形式） | 容量（MW）        | 容量（MW）      | 容量（MW）      | 運用者       | 建造者     | 建設開始  | 送電網接続運転開始 | 営業運転開始 | 原子炉の運転終了 |
| 原子炉名 | 格納容器形式 （原子炉形式） | 炉心熱出力（MWt） | 定格出力（MWe） | 平均出力（MWe） | 運用者       | 建造者     | 建設開始  | 送電網接続運転開始 | 営業運転開始 | 原子炉の運転終了 |
| -------- | --------------------------- | ----------------- | --------------- | --------------- | ------------ | ---------- | --------- | ------------------ | ------------ | ---------------- |
| Penly-1  | P'4 REP 1300 (PWR)          | 3817              | 1382            | 1330            | フランス電力 | フラマトム | 1982年9月 | 1990年5月          | 1990年12月   |                  |
| Penly-2  | P'4 REP 1300 (PWR)          | 3817              | 1382            | 1330            | フランス電力 | フラマトム | 1984年8月 | 1992年2月          | 1992年11月   |                  |